# Düren (stacja kolejowa)
Düren – stacja kolejowa w Düren, w kraju związkowym Nadrenia Północna-Westfalia, w Niemczech. Stacja została otwarta w 1841. Znajdują się tu 4 perony.